# Fernández Feo (khu tự quản)
Fernández Feo là một khu tự quản thuộc bang Táchira, Venezuela. Thủ phủ của khu tự quản Fernández Feo đóng tại San Rafael del Piñal. Khự tự quản Fernández Feo có diện tích 1130 km2, dân số theo điều tra dân số ngày 21 tháng 10 năm 2001 là 34176 người.